# Бейли, Либерти Хайд
Либерти Хайд Бейли (англ. Liberty Hyde Bailey; 15 марта 1858 — 25 декабря 1954) — американский ботаник, эрудит, основатель и первый президент Американского садоводческого общества.
Член Национальной академии наук США (1917).

## Биография
Либерти Хайд Бейли родился в штате Мичиган 15 марта 1858 года.
В 1903 году Бейли стал основателем и первым президентом Американского садоводческого общества. Он внёс значительный вклад в ботанику, описав множество видов растений.
Либерти Хайд Бейли умер 25 декабря 1954 года в возрасте 96 лет.

## Научная деятельность
Либерти Хайд Бейли специализировался на папоротниковидных и на семенных растениях.

## Избранные научные работы
- Talks afield about plants and the science of plants (1885)[8].
- The forcing book: a manual of the cultivation of vegetables in glass houses (1897)[9].
- The Principles of Fruit-Growing (1897).
- The Nursery Book (1897).
- Plant-Breeding (1897).
- The Pruning Manual (1898).
- Sketch of the Evolution of our Native Fruits (1898).
- Principles of Agriculture (1898).
- Cyclopedia of American horticulture, Том 1 (1900)[10].
- The Principles of Vegetable Gardening (1901).
- Cyclopedia of American Agriculture: Crops (1907)[11].
- The State and the Farmer (1908).
- The Nature Study Idea (1909).
- The Training of Farmers (1909).
- Animal biology; Human biology. Parts II & III of First course in biology with W.M. Coleman (1910)[12].
- Manual of Gardening (1910).
- The Outlook to Nature (1911).
- The Survival of the Unlike (1911).
- The Country Life Movement (1911).
- The Practical Garden Book (1913).
- The Holy Earth[13] (1915).
- Wind and Weather (poetry) (1916).